# Hanna Hoeskova
Hanna Andrejevna Hoeskova (Wit-Russisch: Ганна Андрэеўна Гуськова) (Minsk, 28 augustus 1992) is een Wit-Russische freestyleskiester. Ze vertegenwoordigde haar vaderland op de Olympische Winterspelen 2014 in Sotsji en op de Olympische Winterspelen 2018 in Pyeongchang.

## Carrière
Bij haar wereldbekerdebuut, in februari 2009 in Moskou, scoorde Hoeskova direct haar eerste wereldbekerpunten. Op de wereldkampioenschappen freestyleskiën 2009 in Inawashiro eindigde ze als veertiende op het onderdeel aerials. In Deer Valley nam de Wit-Russische deel aan de wereldkampioenschappen freestyleskiën 2011. Op dit toernooi eindigde ze als negende op het onderdeel aerials. In februari 2011 behaalde Hoeskova haar eerste toptienklassering in een wereldbekerwedstrijd. Tijdens de Olympische Winterspelen van 2014 in Sotsji eindigde ze als 21e op het onderdeel aerials.
Op de wereldkampioenschappen freestyleskiën 2015 in Kreischberg eindigde Hoeskova als zesde op het onderdeel aerials. In januari 2015 stond ze in Lake Placid voor de eerste maal in haar carrière op het podium van een wereldbekerwedstrijd. Op 16 december 2017 boekte de Wit-Russische in Secret Garden haar eerste wereldbekerzege. In 2018 boekte ze haar grootste succes met de gouden medaille op de Olympische Winterspelen op het onderdeel aerials.

## Resultaten

### Olympische Spelen
| Jaar | Plaats      | Resultaten  |
| ---- | ----------- | ----------- |
| 2014 | Sotsji      | 21e Aerials |
| 2018 | Pyeongchang | Aerials     |

### Wereldkampioenschappen
| Jaar | Plaats      | Resultaten  |
| ---- | ----------- | ----------- |
| 2009 | Inawashiro  | 14e Aerials |
| 2011 | Deer Valley | 9e Aerials  |
| 2015 | Kreischberg | 6e Aerials  |

### Wereldbeker
Eindklasseringen
| Seizoen   | Algm | AE     |
| --------- | ---- | ------ |
| 2008/2009 | 153e | 35e    |
| 2010/2011 | 42e  | 14e    |
| 2011/2012 | 31e  | 9e     |
| 2013/2014 | 171e | 31e    |
| 2014/2015 | 18e  | 5e     |
| 2015/2016 | 42e  | 11e    |
| 2016/2017 | 88e  | 18e    |
| 2017/2018 | 5e   | Zilver |
| 2019/2020 | 47e  | 9e     |

Wereldbekerzeges
| Datum            | Plaats        | Onderdeel |
| ---------------- | ------------- | --------- |
| 16 december 2017 | Secret Garden | Aerials   |
| 15 februari 2020 | Moskou        | Aerials   |